# Hjalmar Thomsen
Hjalmar Thomsen (1913. – nadnevak smrti nepoznat) je bivši danski hokejaš na travi.
Na Olimpijskim igrama se pojavio na olimpijskom hokejaškom turniru 1948. u Londonu. Igrao je za Dansku, koja je ispala u 1. krugu. 

## Vanjske poveznice
- Profil na Sports Reference.com  Arhivirana inačica izvorne stranice od 30. siječnja 2012. (Wayback Machine)